# 페르보마이스크 (루한스크주)

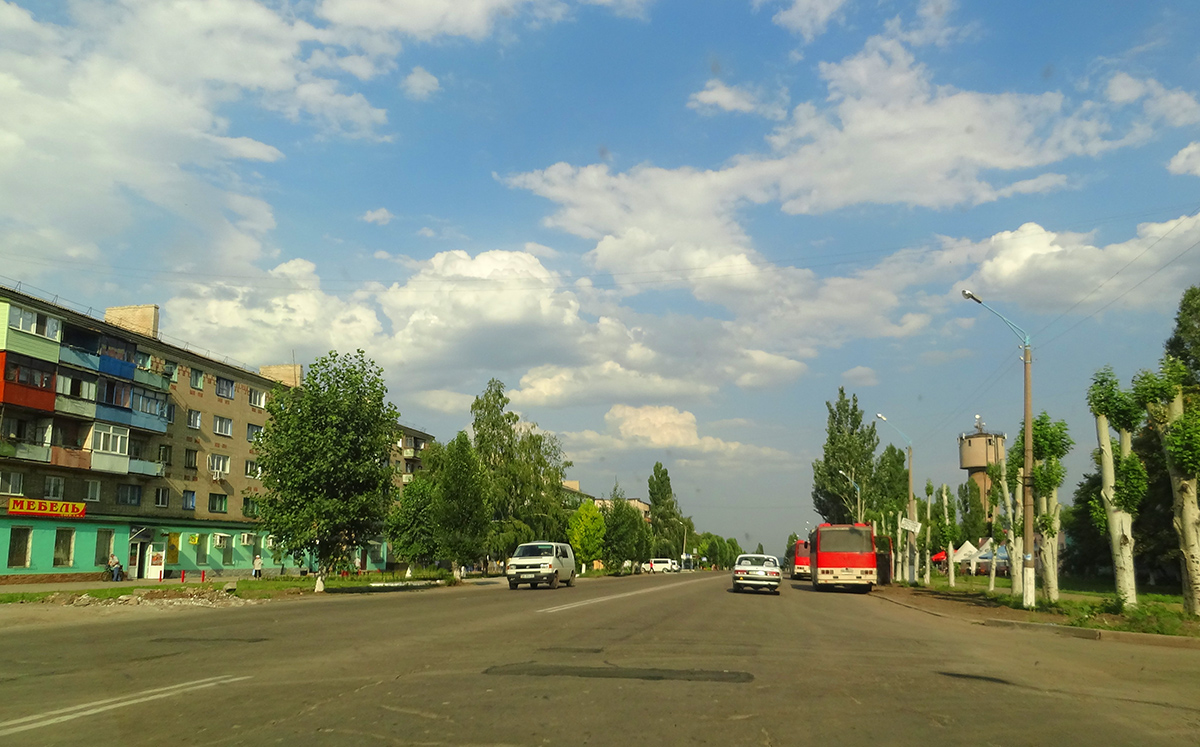

페르보마이스크(우크라이나어: Первомайськ, 러시아어: Первомайск)는 우크라이나 루한스크주에 위치한 도시이다. 2022년 추산 인구는 36,091명.
2014년 돈바스 전쟁 이래로 친러시아 반군에 의해 점령되어 루한스크 인민공화국이 실효 지배 중이다.